# اباصلت هروی
عبدالسلام بن صالح بن سلیمان مشهور به خواجه اباصلت در مدینه منوّره به دنیا آمده و از آنجا که جدّ اعلایِ او از هرات افغانستان امروزی است، لذا به اباصلت هروی معروف گردیده‌است.

## نسب، تولد و وفات
نام او عبدالسلام بن صالح بن سلیمان بن ایوب بن مَیسَره است و به اباصلت هروی شهرت دارد. گویا جد اول یا دوم اباصلت، در هرات می‌زیسته و در فتوحات، اسیر و به حجاز برده شده و به عنوان غلام در اختیار عبدالرحمن بن سَمُره قرشی قرار گرفته‌است. به همین دلیل است که مورخان اباصلت را از موالی عبدالرحمن بن سمره دانسته‌اند. معروف‌ترین لقب وی «هَرَوی» که شیعه و سنی به آن اشاره کرده‌اند، برگرفته از محل زندگی اجداد اوست. «قُرشی»، «عَبْشمی»، «نیشابوری»، «بصری» و «خراسانی» را نیز از القاب او ذکر کرده‌اند.
تاریخ ولادت وی روشن نیست، ولی از آن رو که به گفته خودش از روزگار کودکی ۳۰ سال در محضر سفیان بن عیینه (متوفی ۱۹۸ق) بوده‌است، می‌توان تولد او را در حدود ۱۶۰ق تخمین زد. ابوالصلت به روایتی در مدینه زاده شد و در نیشابور اقامت گزید. وی چهارشنبه، ۱۴ شوال سال ۲۳۶ هجری قمری از دنیا رفت.

## در محضر علی بن موسی الرضا
اکثر قریب به اتفاق علمای امامیه، وی را از اصحاب علی بن موسی الرضا دانسته‌اند. هرچند بیشتر منابع اهل سنت، اباصلت را خادم علی بن موسی الرضا معرفی کرده‌اند اما از علمای امامیه کسی جز مقدس اردبیلی، او را خادم علی بن موسی الرضا ندانسته‌است. شاید از آنجا که جنبه علمی و حدیثی اباصلت بر خادم بودن وی غلبه داشته، اکثر علمای امامیه واژه خادم را دربارهٔ او به کار نبرده‌اند.
اباصلت در نیشابور در خدمت علی بن موسی الرضا حاضر بوده و در سرخس نیز به دیدار ایشان رفته‌است. او هنگام ورود علی بن موسی الرضا به نیشابور، حدیث سلسله‌الذهب را از ایشان نقل کرده‌است. اکثر روایات مربوط به نحوه شهادت علی بن موسی الرضا از اباصلت نقل شده‌اند.

## در محضر محمد بن علی بن موسی
در اینکه اباصلت، محمد بن علی بن موسی را ملاقات کرده جای تردید نیست زیرا زمانی که علی بن موسی الرضا در بستر شهادت بود، محمد بن علی بن موسی از مدینه به طوس آمده و گفت‌گویی میان محمد بن علی و اباصلت رخ داده‌است. بعد از شهادت علی بن موسی الرضا نیز دو ملاقات بین محمد بن علی و اباصلت گزارش شده‌است: یکی هنگام نماز خواندن محمد بن علی بر پیکر علی بن موسی الرضا بود و دیگری زمانی رخ داد که اباصلت به دستور مأمون زندانی شد و با معجزه محمد بن علی بن موسی و حضور آن حضرت در زندان، رهایی یافت.

## شخصیت علمی و حدیثی
او در طلب علم به نقاط مختلفی چون عراق، حجاز و یمن سفر کرد و از کسانی چون حماد بن زید، عطاء بن مسلم، معتز بن سلیمان، عبدالرزاق صنعانی، مالک بن انس، فُضیل بن عیاض و عبدالله بن مبارک استماع حدیث نمود.
ابالصلت چندی در بغداد به روایت حدیث پرداخت و در روزگار مأمون به عزم جنگ به مرو آمد و چون به مجلس خلیفه وارد شد و مأمون کلام او را شنید، به او علاقمند شد و از خواصش قرار داد. ابالصلت در رد مرجئه، جهمیه، زنادقه و قدریه می‌کوشید و بارها با بشر مریسی در حضور مأمون مناظره کرد.

## وثاقت
اباصلت هروی نزد همه رجالیان شیعه مورد وثوق است. در بین اهل سنت نیز رجالیانی همچون یحیی بن معین، عجلی، ابن شاهین وی را توثیق کرده‌اند. حال آنکه بعضی دیگر همچون جوزجانی، نسائی، ابوحاتم رازی، عقیلی، ابن حبان، ابن عدی و دار قطنی او را تضعیف نموده‌اند. اباصلت، احادیث بسیاری از علی بن موسی الرضا نقل کرده که بیشتر آنها را شیخ صدوق در عیون اخبار الرضا، الأمالی و خصال نقل کرده‌است. از میان روایت کنندگان از اباصلت فرزندش محمد، احمد بن یحیی بلاذری، عبدالله بن احمد ابی خثیمه، ابوبکر ابن ابی الدنیا، یعقوب ابن سفیان بسوی، سهل بن زنجله، احمد بن منصور رمادی و عباس بن محمد دوری را می‌توان یاد کرد. برخی از این روایات در کتابی به نام مُسند اباصلت جمع‌آوری و با پیش‌درآمدی از آیت ا… سبحانی به چاپ رسیده‌است.

## مذهب
با وجود آنکه اباصلت از یاران علی بن موسی الرضا شمرده شده ولی در مذهب او اختلاف وجود دارد. از یک سو شیخ طوسی او را از عامه شمرده ولی گروهی از محدثان اهل سنت، تنها بر تشیع او خرده گرفته‌اند. این گروه، سنی بودن اباصلت را انکار کرده و فقط به دلایل گرایش‌های شیعی، او را مورد بی‌مهری و گاه توهین قرار داده‌اند.

## وفات و آرامگاه
اباصلت هروی در آخر شوال سال ۲۳۶ هجری قمری (۳۳ سال پس از درگذشت علی بن موسی الرضا) در خراسان درگذشت.
هم‌اکنون آرامگاهی منسوب به وی با نام خواجه اباصلت در سمت شرقی بیرون شهر مشهد و در ۵ کیلومتری این شهر وجود دارد. در قم و سمنان نیز مزارهایی منسوب به او موجود است. مقبره و گنبد و صحن آرامگاه خواجه در مشهد، به همّت کربلایی محمد علی درویش و با کمک‌های مردمی تجدید بنا شده. برخی از اهل عرفان مثل درویش علی متوفی ۷۲۶ق، در کنار مزار او دفن شده‌اند.
بنای اصلی بقعه، چهار ضلعی است و از هر طرف به وسیلهٔ چهار در به بیرون مرتبط می‌شود. این بنا تزئینات کاشی هفت رنگ، دو رواق مستطیلی‌شکل و آینه‌کاری‌هایی دارد.. به روایتی مزار اباصلت در هرات شهر آبا واجدادیش قرار دارد.وی پس از سخرانی ها وافشاگری هایش در باره اقدامات خاندان عباسی و پراکنده ساختن روایات بسیار در منقبت اهل بیت بدستور مامون زندانی شد و قبل از انکه مامون اورا در زندان بکشد  بواسطه کرامت ومعجزه محمد بن علی بن موسی از زندان رهایی یافت وبرای اجتناب از اسارت مجدد وتهدید جان از مرو دور شده به هرات شهر اجدادش می گریزد وتا اخر عمر در همانجا باقی می ماند.  در تاریخ ثبت است که مامون در راه بغداد علی بن موسی الرضا ع را که ولیعهدش بود و وزیرش فضل بن سهل را به قتل رساند فضل را در حمامی در سرخس و علی بن موسی الرضا ع را درروستای  سناباد آنروز ودر کنار قبر پدرش هارون الرشید بخاک سپرد. پس در آن روزگار مشهدالرضایی نبوده است که اباصلت را بخواهند بیرون آن دفن کنند. فاصله بقعه خواجه اباصلت تا حرم علی بن موسی الرضا ع به خط مستقیم بر روی گوگل مپ 12.5 کیلومتر فاصله دارد واز طریق جاده فاصله ان بیشتر خواهد بود وتا محدوده سناباد امروزی که حدود روستای سناباد قدیم می تواند باشد 15.18 کیلومتر به خط مستقیم فاصله دارد که قطعا فاصله جاده ای ان بیشتر خواهد بود.